# Spadina—Harbourfront
Pour les articles homonymes, voir Spadina.
Circonscription électorale fédérale du Canada
Spadina—Fort York est une circonscription électorale fédérale en provinciale en Ontario.

## Circonscription fédérale
La circonscription est située au centre de Toronto sur les rives du lac Ontario. 
Les circonscriptions limitrophes sont Parkdale—High Park, University—Rosedale, Toronto—Danforth, Toronto-Centre et Davenport.  

### Résultats électoraux
|       | Candidat         | Parti              | # de voix | % des voix |
|       | Sabrina Zuniga   | Conservateur       | +08 673,  | 15,75 %    |
|       | (X) Adam Vaughan | Libéral            | +30 141,  | 54,75 %    |
|       | Olivia Chow      | NPD                | +15 047,  | 27,33 %    |
|       | Sharon Danley    | Vert               | +01 137,  | 2,07 %     |
|       | Nick Lin         | Marxiste-léniniste | +00059,   | 0,11 %     |
| Total | Total            | Total              | 55 057    | 100 %      |

### Historique
| Législature                                                                | Années       | Député | Député       | Parti       |
| -------------------------------------------------------------------------- | ------------ | ------ | ------------ | ----------- |
| Spadina—Fort York issue de Trinity—Spadina et de Toronto-Centre avant 2015 |              |        |              |             |
| 42e                                                                        | 2015–2019    |        | Adam Vaughan | Libéral     |
| 43e                                                                        | 2019–2021    |        | Adam Vaughan | Libéral     |
| 44e                                                                        | 2021–Présent |        | Kevin Vuong  | Indépendant |
| Spadina—Harbourfront                                                       |              |        |              |             |

## Circonscription provinciale
Depuis les élections provinciales ontariennes du 4 octobre 2007, l'ensemble des circonscriptions provinciales et des circonscriptions fédérales sont identiques.
1. ↑  Élections Canada, « Résultats Élection fédérale canadienne de 2021 », sur https://enr.elections.ca/ElectoralDistricts.aspx?lang=f (consulté le 19 février 2022)
2. ↑  Élections Canada, « Résultats Élection fédérale canadienne de 2019 », sur enr.elections.ca (consulté le 4 novembre 2019).